# Rinorea villosiflora
Rinorea villosiflora là một loài thực vật thuộc họ Violaceae. Đây là loài đặc hữu của Brasil.